# Mats Strandberg (journalist)
Den här artikeln handlar om sportjournalisten Mats Strandberg. För författaren, se Mats Strandberg (författare).
Mats Olof Strandberg, född 1944 i Hedvig Eleonora församling i Stockholm, är en svensk sportjournalist samt komiker och imitatör.

## Journalistisk karriär
Mats Strandberg inledde sin journalistiska bana efter att han som 17-åring skickat in ett ljudband till Sven Jerring som gav honom arbete på ungdomsradion. Han har sedan arbetat vid TT, Idrottsbladet och därefter på Radiosporten sedan slutet av 1960-talet. Strandberg har bevakat ett flertal stora idrottsarrangemang, till exempel OS och VM. Han har som reporter varit specialiserad på tennis, bordtennis och boxning. Lars-Gunnar Björklund har, till följd av Strandbergs karakteristiska kommentatorstil, kallat Strandberg "Radiosportens smattrande ordkulspruta"
Strandberg gick i pension 2011 men har sedan fortsatt att göra frilansuppdrag.

## Komiker och imitatör
Strandberg har, vid sidan om sin journalistiska verksamhet, även arbetat som komiker och imitatör. Han har bland annat imiterat Arne Thorén, Carl Bildt, Anders Björck, Bengt Öste och Robert Aschberg. Som imitatör har han turnerat med Roger Pontare, Jill Johnson, Nanne Grönvall och Peter Lundblad samt även medverkat i TV.

## På spåret
Mats Strandberg deltog flera gånger i TV-programmet På spåret och vann tävlingen vid fyra tillfällen: 1988, 1991 och 1993 tillsammans med Björn Hellberg och Bengt Grive, 1990 tillsammans med Hellberg och Joakim Nyström.